# Веллі-Рівер 63A
Веллі-Рівер 63A (англ. Valley River 63A) — індіанська резервація в Канаді, у провінції Манітоба, у межах муніципалітету Гіллсбурґ-Роблін-Шелл-Рівер.

## Населення
За даними перепису 2016 року, індіанська резервація нараховувала 353 особи, показавши скорочення на 3,0%, порівняно з 2011-м роком. Середня густина населення становила 7,5 осіб/км².
З офіційних мов обидвома одночасно не володів жоден з жителів, тільки англійською — 350. Усього 30 осіб вважали рідною мовою не одну з офіційних, з них усі — одну з корінних мов.
Працездатне населення становило 40,4% усього населення, рівень безробіття — 21,1%.

## Клімат
Середня річна температура становить 1,1°C, середня максимальна – 22,1°C, а середня мінімальна – -25,2°C. Середня річна кількість опадів – 507 мм.
| Клімат поселення                              | Клімат поселення | Клімат поселення | Клімат поселення | Клімат поселення | Клімат поселення | Клімат поселення | Клімат поселення | Клімат поселення | Клімат поселення | Клімат поселення | Клімат поселення | Клімат поселення | Клімат поселення |
| Показник                                      | Січ.             | Лют.             | Бер.             | Квіт.            | Трав.            | Черв.            | Лип.             | Серп.            | Вер.             | Жовт.            | Лист.            | Груд.            |                  |
| Середній максимум, °C                         | −12,01           | −8,26            | −1,3             | 8,42             | 16,43            | 21,79            | 22,10            | 20,91            | 15,25            | 8,46             | −1,51            | −10,54           |                  |
| Середня температура, °C                       | −18,59           | −14,84           | −7,85            | 1,84             | 9,86             | 15,23            | 17,56            | 16,39            | 10,73            | 3,94             | −6,06            | −15,05           |                  |
| Середній мінімум, °C                          | −25,16           | −21,43           | −14,44           | −4,74            | 3,28             | 8,64             | 13,05            | 11,87            | 6,20             | −0,58            | −10,57           | −19,58           |                  |
| Норма опадів, мм                              | 22               | 15               | 26               | 26               | 55               | 89               | 78               | 68               | 50               | 30               | 23               | 25               |                  |
| Середньомісячна швидкість вітру, м/с          | 3.70             | 3.70             | 3.80             | 4.10             | 4.30             | 3.80             | 3.40             | 3.50             | 3.80             | 4.00             | 3.90             | 3.70             |                  |
| Середньомісячна сонячна радіація, кДж/м²·день | 3818             | 7063             | 12561            | 17195            | 20391            | 21430            | 21877            | 18458            | 12649            | 7485             | 3905             | 2884             |                  |
| --------------------------------------------- | ---------------- | ---------------- | ---------------- | ---------------- | ---------------- | ---------------- | ---------------- | ---------------- | ---------------- | ---------------- | ---------------- | ---------------- | ---------------- |
| Джерело:                                      |                  |                  |                  |                  |                  |                  |                  |                  |                  |                  |                  |                  |                  |